# DHRS3
DHRS3 (англ. Dehydrogenase/reductase 3) – білок, який кодується однойменним геном, розташованим у людей на короткому плечі 1-ї хромосоми.  Довжина поліпептидного ланцюга білка становить 302 амінокислот, а молекулярна маса — 33 548.
| 10         |  | 20         |  | 30         |  | 40         |  | 50         |
| ---------- |  | ---------- |  | ---------- |  | ---------- |  | ---------- |
| MVWKRLGALV |  | MFPLQMIYLV |  | VKAAVGLVLP |  | AKLRDLSREN |  | VLITGGGRGI |
| GRQLAREFAE |  | RGARKIVLWG |  | RTEKCLKETT |  | EEIRQMGTEC |  | HYFICDVGNR |
| EEVYQTAKAV |  | REKVGDITIL |  | VNNAAVVHGK |  | SLMDSDDDAL |  | LKSQHINTLG |
| QFWTTKAFLP |  | RMLELQNGHI |  | VCLNSVLALS |  | AIPGAIDYCT |  | SKASAFAFME |
| SLTLGLLDCP |  | GVSATTVLPF |  | HTSTEMFQGM |  | RVRFPNLFPP |  | LKPETVARRT |
| VEAVQLNQAL |  | LLLPWTMHAL |  | VILKSILPQA |  | ALEEIHKFSG |  | TYTCMNTFKG |
| RT         |  |            |  |            |  |            |  |            |

A: Аланін

C: Цистеїн

D: Аспарагінова кислота

E: Глутамінова кислота

F: Фенілаланін

G: Гліцин

H: Гістидин

I: Ізолейцин

K: Лізин

L: Лейцин

M: Метіонін

N: Аспарагін

P: Пролін

Q: Глутамін

R: Аргінін

S: Серин

T: Треонін

V: Валін

W: Триптофан

Кодований геном білок за функцією належить до оксидоредуктаз. 
Задіяний у такому біологічному процесі як поліморфізм. 
Білок має сайт для зв'язування з НАДФ. 
Локалізований у мембрані.